# سد وادي بدنة
سد وادي بدنة هو سد مائي خرساني، أقيم في 2007 على وادي بدنة في محافظة عرعر بمنطقة الحدود الشمالية في المملكة العربية السعودية.

## الوصف
يبلغ ارتفاع سد وادي بدنة 8 أمتار وتقدر طاقته التخزينية بأكثر من 4.678.000 متر مكعب، وهو ثاني أكبر السدود في منطقة الحدود الشمالية. أنشئ السد في 2007 ضمن مشروع يهدف إلى الاستفادة من مياه الأمطار في المنطقة، وتضم منطقة المشروع المرافق المخصصة للحراسة والكهرباء وأعمدة الإنارة، إلى جانب أربع آبار اختبارية بعمق 50 مترا.